# 身延山大学
身延山大学（みのぶさんだいがく、英語: Minobusan University）は、山梨県南巨摩郡身延町身延3567に本部を置く日本の私立大学。1556年創立、1994年大学設置。大学の略称は身延山大。

## 概観

### 大学全体
1995年身延山短期大学を4年制大学に改組し開学した。日蓮宗総本山身延山久遠寺が運営する仏教学部のみの単科大学で、日蓮宗僧侶養成を主な目的とするが、信徒以外も入学可能。講堂には日法作と伝わる久遠寺日蓮聖人坐像（身延町文化財）を安置する。日本一古い起源を持つ大学である。

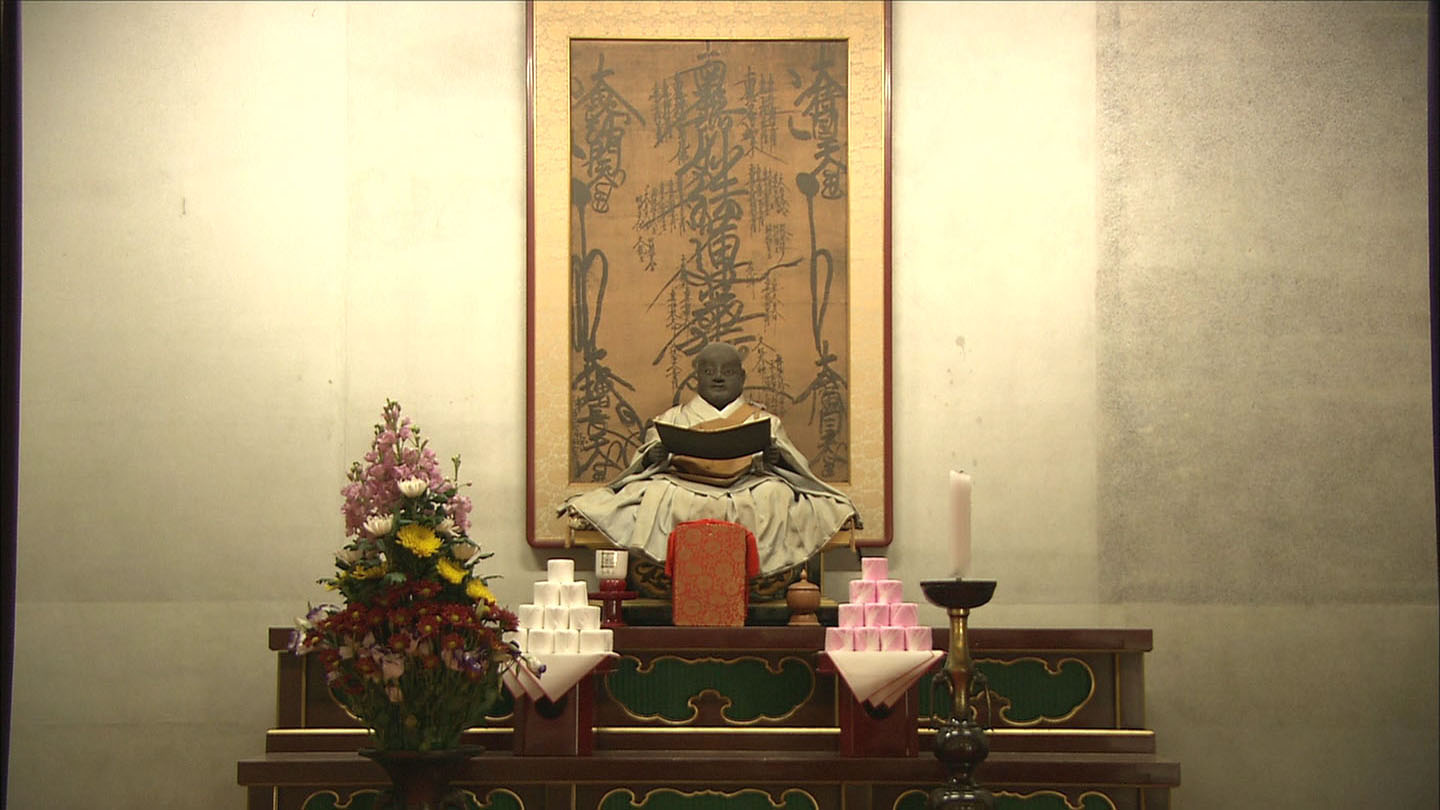
久遠寺日蓮聖人坐像（伝日法作・身延町文化財）

### 建学の精神
日蓮の立正安国論の精神に則り、健全なる社会人として、広い視野に立った専門教育を施し、学術の理論及び応用を教授して、社会のために身を以て尽くすことのできる人間の養成を目的とする。

## 沿革

### 年表
- 1556年（弘治2年）　西谷に「善学院」開設
- 1604年（慶長9年）　西谷檀林を開設（身延山第22世心性院日遠上人代）
- 1874年（明治7年）　身延檀林と改称（身延山第73世新居日薩上人代）。その後、中教院、大檀支林、宗義専門学校、小檀林、小学林と変遷。
- 1893年（明治26年） 祖山大学院を創設（身延山第76世日阜上人代）
- 1902年（明治35年） 小檀林、4年制の小学林に変遷
- 1905年（明治38年） 祖山学院と改称
- 1912年（明治45年） 祖山学院と小学林を合併、高等部・中等部の二科を設立
- 1914年（大正3年）　専門学校令に準拠、文部大臣の許可を得る
- 1936年（昭和11年） 祖山学院高等部を祖山学院、中等部を祖山中学林と改称
- 1941年（昭和16年） 祖山学院が身延山専門学校、祖山中学林が祖山中学となる
- 1948年（昭和23年） 祖山中学が身延山高等学校となる
- 1949年（昭和24年） 身延山専門学校が身延山短期大学（宗教科2年制）となる
- 1954年（昭和29年） 教育職員免許状授与資格許可（中学社会二種・中学宗教二種）
- 1955年（昭和30年） 3年制短期大学設置認可
- 1988年（昭和63年） 身延山学園図書館完成
- 1994年（平成6年）　身延山大学仏教学部仏教学科設置認可
- 1995年（平成7年）　身延山大学仏教学部仏教学科開学。身延山学園図書館を身延山大学附属図書館に名称変更
- 1995年（平成7年）　仏教学部教職員免許授与課程認可。高等学校教諭一種免許状（公民、宗教）、中学校教諭一種免許状（宗教）。博物館学芸員資格取得授与課程届出受理
- 1996年（平成8年）　社会教育主事資格取得授与課程届出受理
- 1998年（平成10年） 身延山大学学生食堂完成
- 1999年（平成11年） 仏教学科に仏教探求コースと仏教教養コースを開設
- 2004年（平成16年） 実習棟｢扶蔬館｣完成。仏教学部仏教福祉学科届出受理（12月21日）。介護福祉士養成施設等の指定内示（関東信越厚生局、12月22日）。指定保育士養成施設の指定内示（関東信越厚生局、12月22日）
- 2005年（平成17年） 仏教学部仏教福祉学科介護福祉コース・児童福祉コース開設。仏教学科（入学定員20名）・仏教福祉学科（入学定員20名）の2学科4コース制導入
- 2006年（平成18年） 身延山大学仏教学部仏教福祉学科教育職員免許課程認可（高校福祉一種）
- 2007年（平成19年） 仏教学科のコースを「宗学コース」「文化コース」に変更
- 2009年（平成21年） 仏教福祉学科のコースを「福祉学コース」「こども学コース」に変更
- 2010年（平成22年） 仏教福祉学科を福祉学科に改組
- 2014年（平成26年） 平成25年度大学機関別認証評価を公益財団法人日本高等教育評価機構にて受審し、評価の結果、同機構が定める大学評価基準に適合していると認定[3]
- 2016年（平成28年） 身延山大学創立20周年記念式典挙行
- 2018年（平成29年） 福祉学科の学生募集停止。仏教学科の各コースを「日蓮学専攻」「仏教芸術専攻」「福祉学専攻」に変更。身延山大学介護福祉士実務者学校設置（関東信越厚生局）

### 歴代学長
- 初代学長　　宮崎英修（1995年4月1日～1996年3月31日）
- 第二代学長　仲澤浩祐（1996年4月1日～1998年3月31日）
- 第三代学長　浅井圓道（1998年4月1日～2002年3月31日）
- 第四代学長　中條曉秀（2002年4月1日～2003年3月31日）
- 第五代学長　宮川了篤（2003年4月1日～2006年3月31日）
- 第六代学長　宮川了篤（2006年4月1日～2010年3月31日）
- 第七代学長　中山光勝（2010年4月1日～2010年11月30日）
- 第八代学長　浜島典彦（2010年12月1日～2015年3月31日）
- 第九代学長　浜島典彦（2015年4月1日～2019年3月31日）
- 第十代学長　持田貫宣（2019年4月1日～2023年3月31日）
- 第十一代学長　望月海慧（2023年4月1日～2027年3月31日）

　※(　)内は任期

## 教育および研究

### 学部
- 仏教学部
  - 仏教学科
    - 日蓮学専攻
    - 文学・芸術専攻
    - 福祉学専攻

※平成28年度以前入学者は以下の学科構成となっていた。
- 仏教学科
  - 宗学コース
  - 文化コース
- 福祉学科
  - 福祉学コース
  - こども学コース

### 機関

#### 図書館
- 貴重資料
- 個人文庫
  - 坂本文庫（坂本日深）
  - 中尾文庫（中尾堯）
  - 松山文庫（松山俊太郎）
  - 池原文庫（池原日祈）
    - 大久保黄斎『世事記』

#### 国際日蓮学研究所
- ラオス世界遺産仏像修復プロジェクト（仏像制作修復室）
  - 予備調査①（2000年2月21日～27日）
    - 池上要靖「ラオス仏教の現況 : Luang Prabang地区について」『所報』5 : 55-68, 2001.3

  - 予備調査②（2001年2月25日～3月5日）
    - 櫻井可奈子「世界遺産 ラオス・ルアンプラバン地区における仏像調査、修復について」『所報』6 : 49-64, 2002.4

  - 第1回（2001年9月1日～25日）
  - 第2回（2002年2月15日～3月13日）
  - 第3回（2002年8月30日～9月23日）
  - 第4回（2003年3月3日～18日）
  - 第5回（2003年9月1日～25日）
  - 第6回（2004年9月3日～24日）
  - 第7回（2005年2月12日～3月10日）
    - 柳本伊左雄「ルアンパバーン世界遺産地区仏像修復報告書」『所報』9：-73, 2005.4
    - 池上要靖, 池田健太郎「ラオス仏像分類に関する報告」『所報』9：75-135, 2005.4

  - 関連渡航①（2005年8月27日～9月4日）『所報』10：124, 2006.4
  - 関連渡航②（2006年3月21日～28日）『所報』10：124, 2006.4
    - Yosei Ikegami ed., Comprehensive Report of the Project to Research and Restore Buddhist Statues in the Luang Prabang Area of LAO P.D.R : Sep/2001～Mar/2006 5 Vols, The Department of Museums and Archaeology, Ministry of Information and Culture of Lao PDR & The Research Institute of Eastern Culture, Minobusan University of Japan, 2007.3

  - 第8回（2007年2月21日～3月14日）『所報』11 : 55, 2007.4
    - 柳本伊左雄「第8回ラオス仏像修復プロジェクト : ワット・ビスンNo.34仏像修復について」『所報』11 : 17-35, 2007.4

  - 第9回（2007年9月1日～23日）『所報』12 : 33, 2008.4
    - 柳本伊左雄「第9回ラオス世界遺産仏像修復プロジェクト報告」『所報』12 : 65-109, 2008.4
      - 柳本伊左雄「ワット・ビスンNo.34の修復」『所報』12 : 66-71, 2008.4
      - 柳本伊左雄「ワット・ビスンNo.22の修復」『所報』12 : 72-76, 2008.4
      - 柳本伊左雄「ワット・ビスンNo.29の修復（継続）」『所報』12 : 77-85, 2008.4
      - 宮坂葉子「ラオス漆の調査研究」『所報』12 : 86-92, 2008.4
      - 山形夏子「ラオス樹脂及びパタイペットの調査研究」『所報』12: 93-109, 2008.4

  - 関連渡航③（2008年3月）『所報』12：33, 2008.4
  - 第10回（2009年2月17日～3月11日）『所報』13 : 88, 2009.4
  - 第11回（2009年8月29日～9月19日）『所報』14：65, 2010.4
  - 第12回（2010年2月2日～3月13日）『所報』14：65, 2010.4
  - 第13回①（2010年12月2日～7日）『所報』15：63, 2011.4
  - 第13回②（2011年2月10日～3月2日）『所報』15：63, 2011.4
    - 柳本伊左雄「第13回ラオス仏像修復プロジェクト報告」『所報』15：1-42, 2011.4
    - プロジェクト開始10周年記念展覧会開催記念式典（2011年2月12日）

  - 関連事項（現地技術者招聘）（2011年11月23日～12月2日）『所報』16：83, 2012.4
    - JENESYS Programme 東アジアクリエータ招へいプログラム 2011/2012（2011年11月21日～2012年2月10日）[4]

  - 第14回（2012年2月12日～3月6日）『所報』16：83, 2012.4
    - ラオスルアンパバン世界遺産仏像修復技術者育成プロジェクト（2012年度）

  - 第15回（2013年2月17日～3月9日）
    - 橘洋一, 秋山沙也香「ラオス世界遺産仏像修復プロジェクト報告書 ルアンパバーン地域におけるラオス漆の調査報告」『所報』17：53-76, 2013.4

  - 第16回（2014年2月）
    - ラオス交流15周年記念法要（2月17日）

  - 第17回（2015年2月）
  - 第18回（2016年2月）
  - 第19回（2017年2月）
  - 第20回（2018年2月）
  - 第21回（2019年2月）
  - 第22回（2020年2月）
    - ラオス世界遺産仏像修復プロジェクト２０周年記念法要（2月19日）
    - ラオス世界遺産仏像修復プロジェクト講義およびワークショップ開催（3月3日）

  - 第23回（2021年2月）※現地渡航中止
  - 第24回（2022年2月）※現地渡航中止
    - 身延山大学ラオス仏像修復プロジェクト『身延山大学ラオス仏像修復プロジェクト20周年記念誌』,2020.2

  - 第25回（2023年2月）
  - 第26回（2024年2月）
  - 第27回（2025年2月）

## 研究

### 刊行物一覧
- 身延山大学
  - 『日蓮宗荘厳全書』四季社, 2001.4
- 身延山大学仏教学会
  - 『身延論叢』1996-
- 身延山大学東洋文化研究所
  - 『所報』1997-
  - 『知恩報恩 : 身延山学園四五〇年誌』身延山大学, 2007.4
  - 『身延山資料叢書』2011-
    - 寺尾英智編集『目録集一 : 日乾筆『身延山久遠寺御霊宝記録』 ; 日遠筆『身延山久遠寺蓮祖御真翰入函之次第』』2011.3
    - 望月真澄, 木村中一編集『目録集二 : 日意筆『大聖人御筆目録』（御筆御書註文, 台家聖教註文）; 日亨筆『霊宝目録』（「西土蔵宝物録」, 「当山歴代等曼荼羅録」, 「宝蔵並中央之廊下拝殿一切経堂　古仏堂録・会合所・方丈位牌堂録・書写並摺写経録」）』2012.3
    - 木村中一, 金天鶴編集『目録集三 : 日朝筆『章疏目録』』2013.3
    - 木村中一, 金炳坤編集『日鏡筆『章疏目録』』2014.3
- 身延山大学国際日蓮学研究所
  - 『日蓮学』2017-（ISSN 2433-4820）
  - 『法華経研究叢書 = Lotus Sutra studies』
    - Bibliography of the Studies on the “Saddharmapṇḍarīkasūtra” (1844–2020). Edited by Mochizuki Kaie 望月海慧 and Kim Byungkon 金炳坤. Lotus Sutra Studies I. Minobu: International Institute for Nichiren Buddhism, 2020. iv + 342 pages. Soft-cover: ISBN 978-4-905331-12-4.
    - Myōhō rengekyō ubadaisha no bunkengakuteki kenkyū 妙法蓮華経優波提舎の文献学的研究 (A Philological Study of the Saddharma pṇḍarīka upadeśa). By Mochizuki Kaie 望月海慧 and Kim Byungkon 金炳坤. Hokkekyō kenkyū sōsho 法華経研究叢書 II. Minobu: Minobusan Daigaku Kokusai Nichirengaku Kenkyūsho, 2020. vii + 372 pages. Soft-cover: ISBN 978-4-905331-13-1.
- 身延山大学仏教学部
  - 『身延山大学仏教学部紀要』2000-
  - 『身延山大学教養選書』2013-2020
    - 身延山大学仏教学部編『インドの大地と仏教 (身延山大学教養選書, I)』: 200p, 身延山大学, 山喜房佛書林, 2013.3.31. ISBN 978-4-7963-0761-1.
    - 身延山大学仏教学部, 浜島典彦, 三輪是法, 金炳坤編『アジアに広まる仏教 (身延山大学教養選書, II)』: 214p, 身延山大学, 山喜房佛書林, 2016.3.31. ISBN 978-4-7963-0788-8.
    - 身延山大学仏教学部, 池上要靖, 長又高夫, 金炳坤編『仏教福祉と家族問題 (身延山大学教養選書, III)』: 187p, 身延山大学, 山喜房佛書林, 2017.3.31. ISBN 978-4-7963-0791-8.
    - 身延山大学仏教学部, 持田貫宣, 金炳坤編『仏教芸術が創る世界 (身延山大学教養選書, IV)』: 268p, 身延山大学, 山喜房佛書林, 2020.3.31. ISBN 978-4-7963-0811-3.
- 身延山大学仏教学部チベット学研究室
  - ランベルト・シュミットハンゼン著 ; 望月海慧訳『仏教と自然 : 国際花と緑の博覧会における講義』1997
  - ティルマン・フェッター著 ; 望月海慧訳『初期仏教の思想と瞑想の実践』1998.1
  - マルティン・レップ著 ; 望月海慧訳『オウム真理教 : 犯罪的宗教史の一章』1999.9
  - ハインツ・ベッヘルト著 ; 望月海慧訳『ブッダの生存年代 : インド史の最古の確定した年代は可能か?』2000.2
  - Kaie Mochizuki., A study of the Mahāsūtrasamuccaya of Dīpaṃkaraśrījñāna, 2001
  - Kaie Mochizuki., A study of the Mahāsūtrasamuccaya of Dīpaṃkaraśrījñāna II, 2004
  - エティエンヌ・ラモット著 ; 望月海慧訳『首楞厳三昧経（英雄的行進の三昧）序論 第1章』2004.12
  - 望月海慧研究代表者『チベット仏教におけるラムリム思想の基盤に関する研究』2005.3
  - ランベルト・シュミットハウゼン著 ; 望月海慧訳『初期仏教における「解脱智」と「悟り」の記述と理論の諸相』2007.12
  - ランベルト・シュミットハウゼン著 ; 望月海慧訳『慈愛と魔術 : 自然の中の危険に対する仏教徒の態度の様相』2008.2
  - Acta Tibetica et Buddhica 2008-
  - Acta Tibetica et Buddhica beiheft
    - 望月海慧著『Tāranāthaのdbu ma theg mchog研究』2011.3
- 身延山大学東アジア仏教研究室
  - 『日本仏教各宗の新羅・高麗・李朝仏教認識に関する研究』2011-2013
    - 福士慈稔著 ; 金炳坤研究協力者『日本天台宗にみられる海東仏教認識』2011.3
    - 福士慈稔著 ; 寺尾英智, 橘川智昭, 金炳坤（ほか）研究協力者『日本三論宗・法相宗にみられる海東仏教認識』2012.3
    - 福士慈稔著 ; 金天鶴, 金炳坤（ほか）研究協力者『日本華厳宗にみられる海東仏教認識』2013.3

### 関係者

#### 名誉教授
- 岩田諦靜（2004年6月1日）
- 長澤市郎（2011年6月1日）
- 山田英美（2014年10月1日）
- 浜島典彦（2019年6月1日）

- 池上要靖（2024年6月1日）
- 柳本伊左雄（2025年6月1日）

#### 客員教授
- 加賀美尤祥
- 小谷みどり
- 渡邊寶陽
- 岡田行弘

- 藤井教公
- 上田尚教
- 中尾堯
- 都守基一

#### その他
- 飯田昭太郎
- 澁澤卿

## 対外関係

### 国内
- 仏教系大学会議
- 仏教図書館協会東地区相互利用
- 大学コンソーシアムやまなし

### 国際
- アジア
  -  ラオス人民民主共和国
    - ラオス情報文化観光省 - ラオス世界遺産修復プロジェクト（2001）

  -  タイ王国
    - マハーチュラロンコーンラージャヴィドゥャ大学（事務局）
      - International Association of Buddhist Universities, IABU - Member（2007）

  -  大韓民国（韓国）
    - 金剛大学校 - 友好交流協定（2009）
    - 金剛大学校仏教文化研究所 - 共同研究に関する覚書（2012.6）
    - 東国大学校仏教文化研究院 - 学術交流協定（2015.11）

## 学内風景

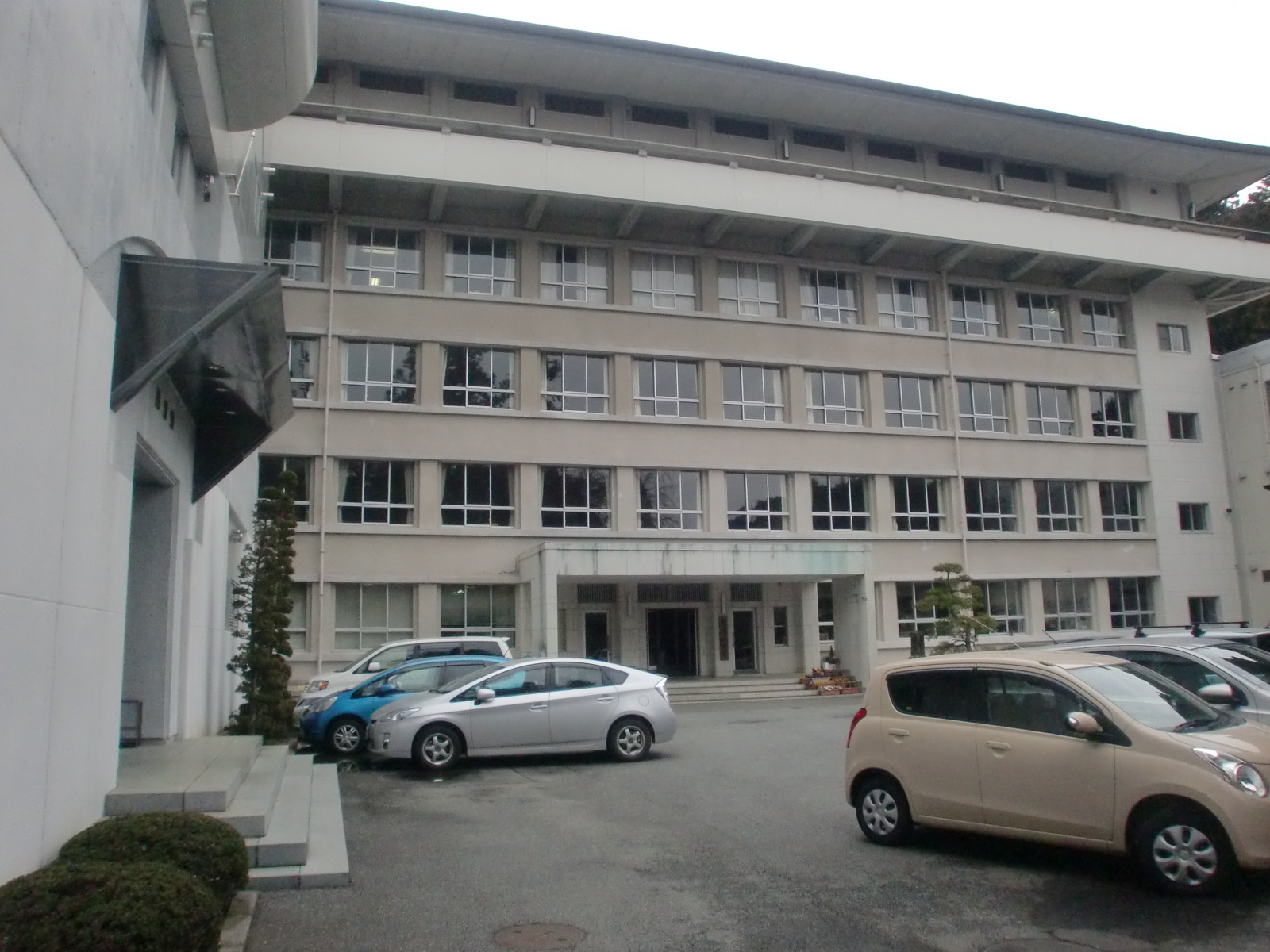
校舎
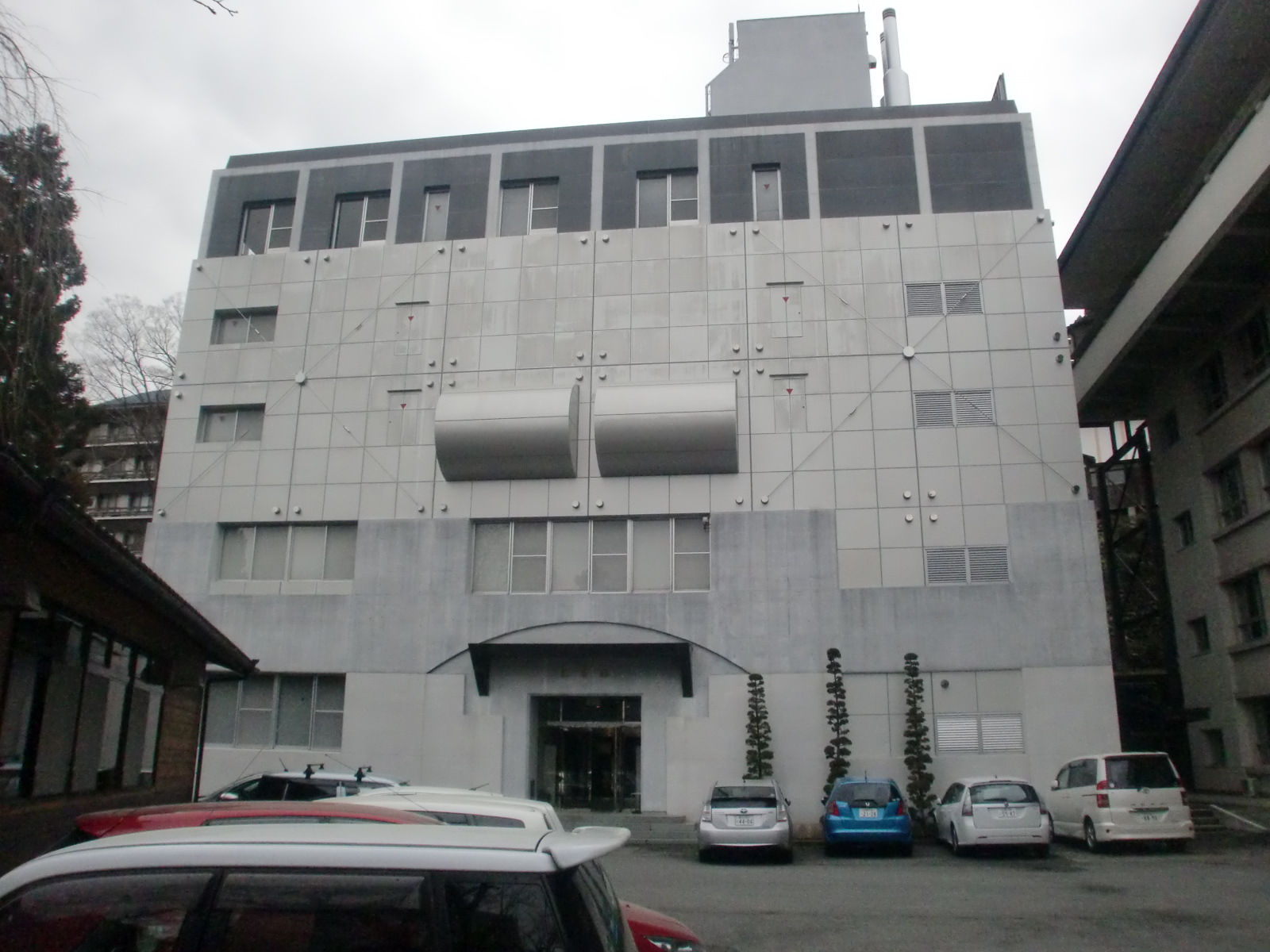
図書館
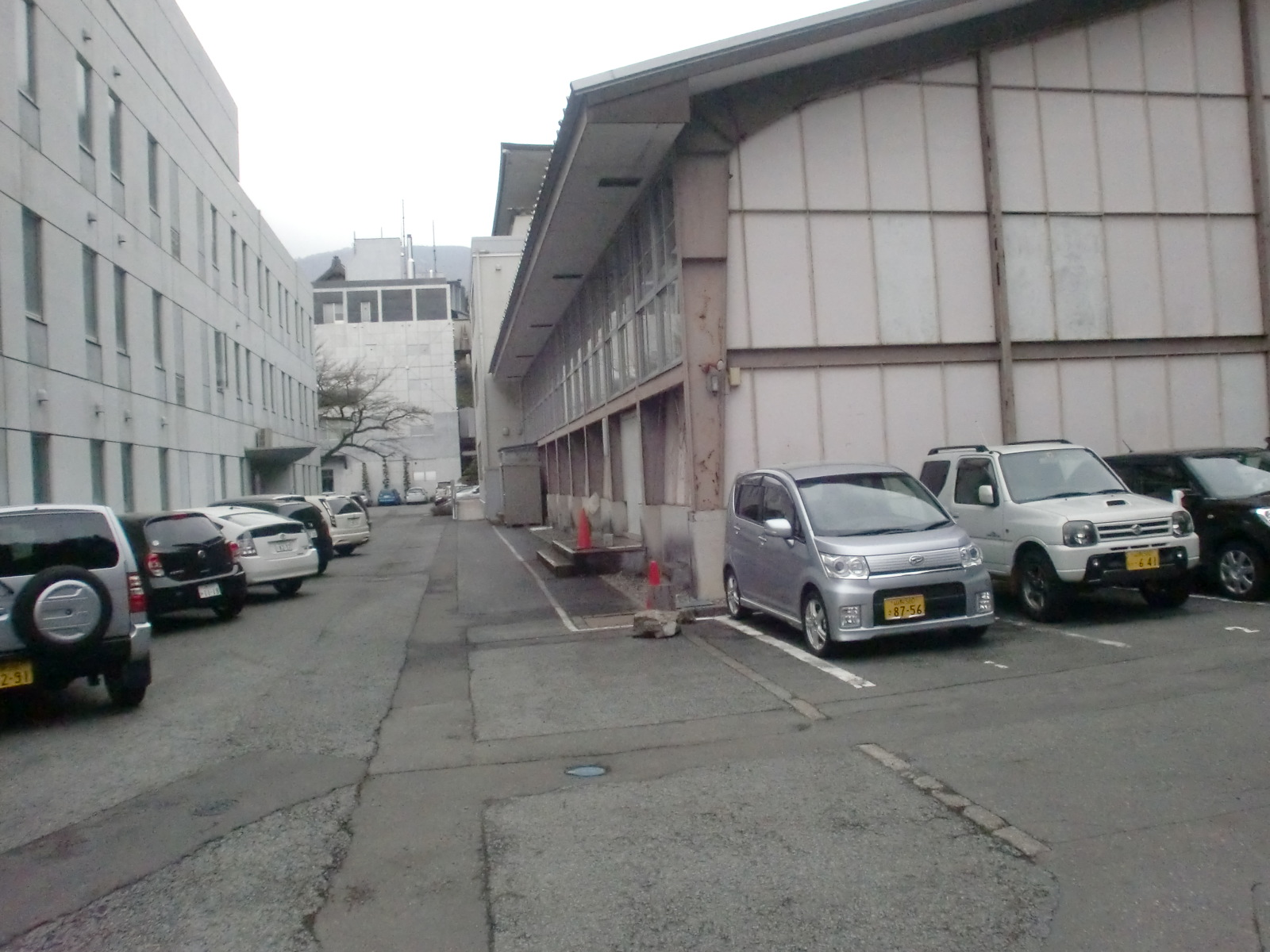
体育館
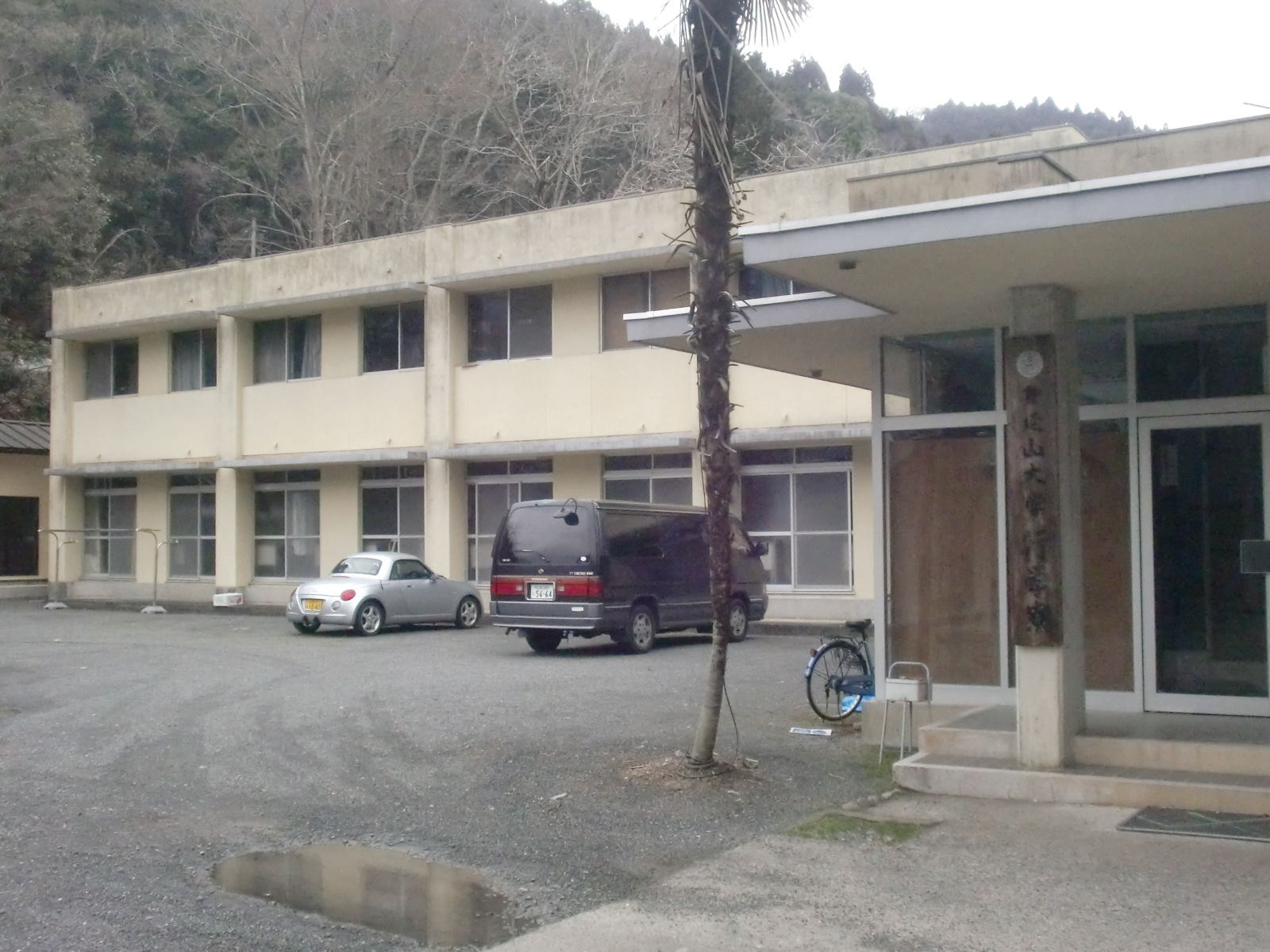
身延山大学行学寮
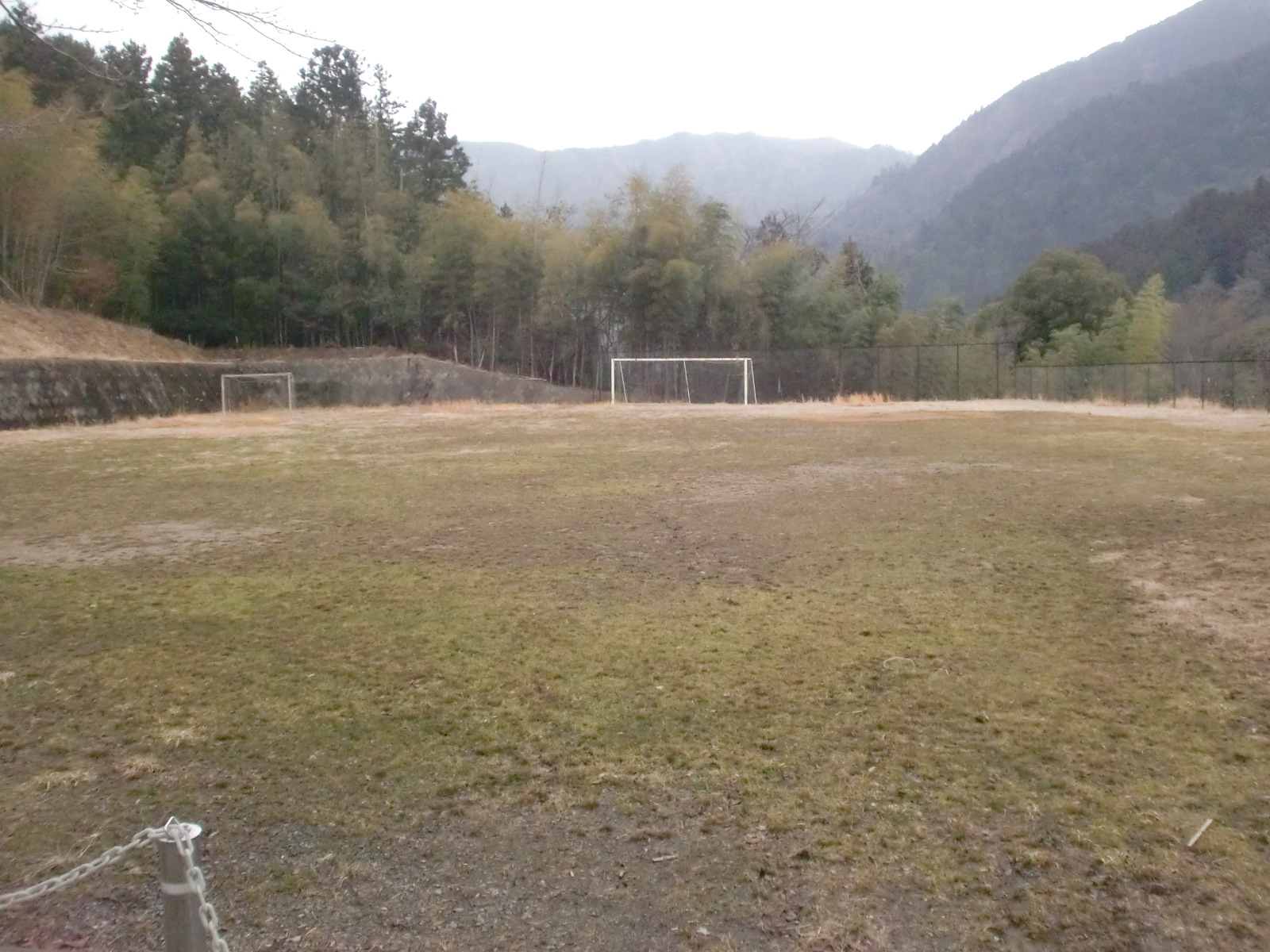
サッカー場
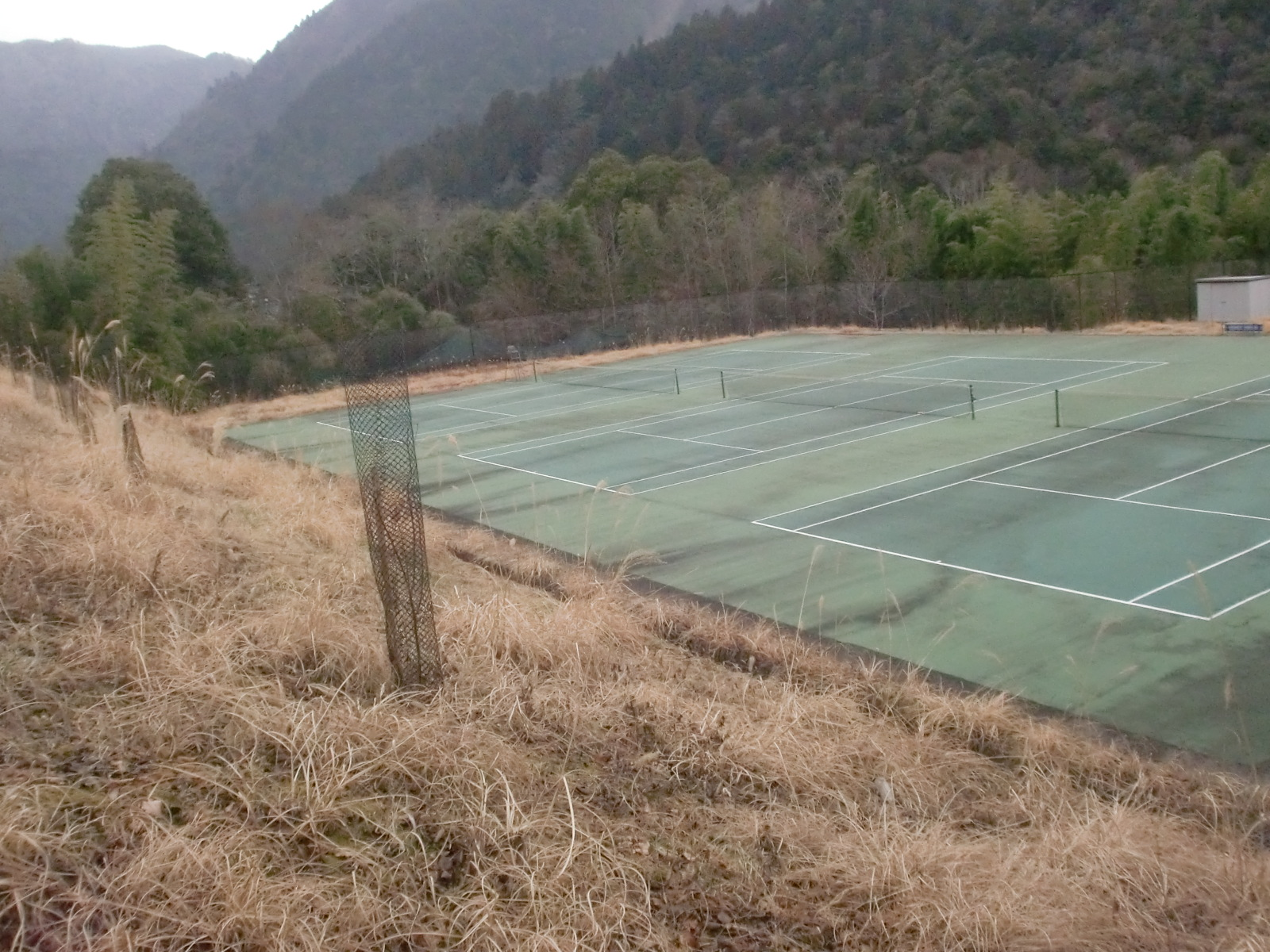
テニス場
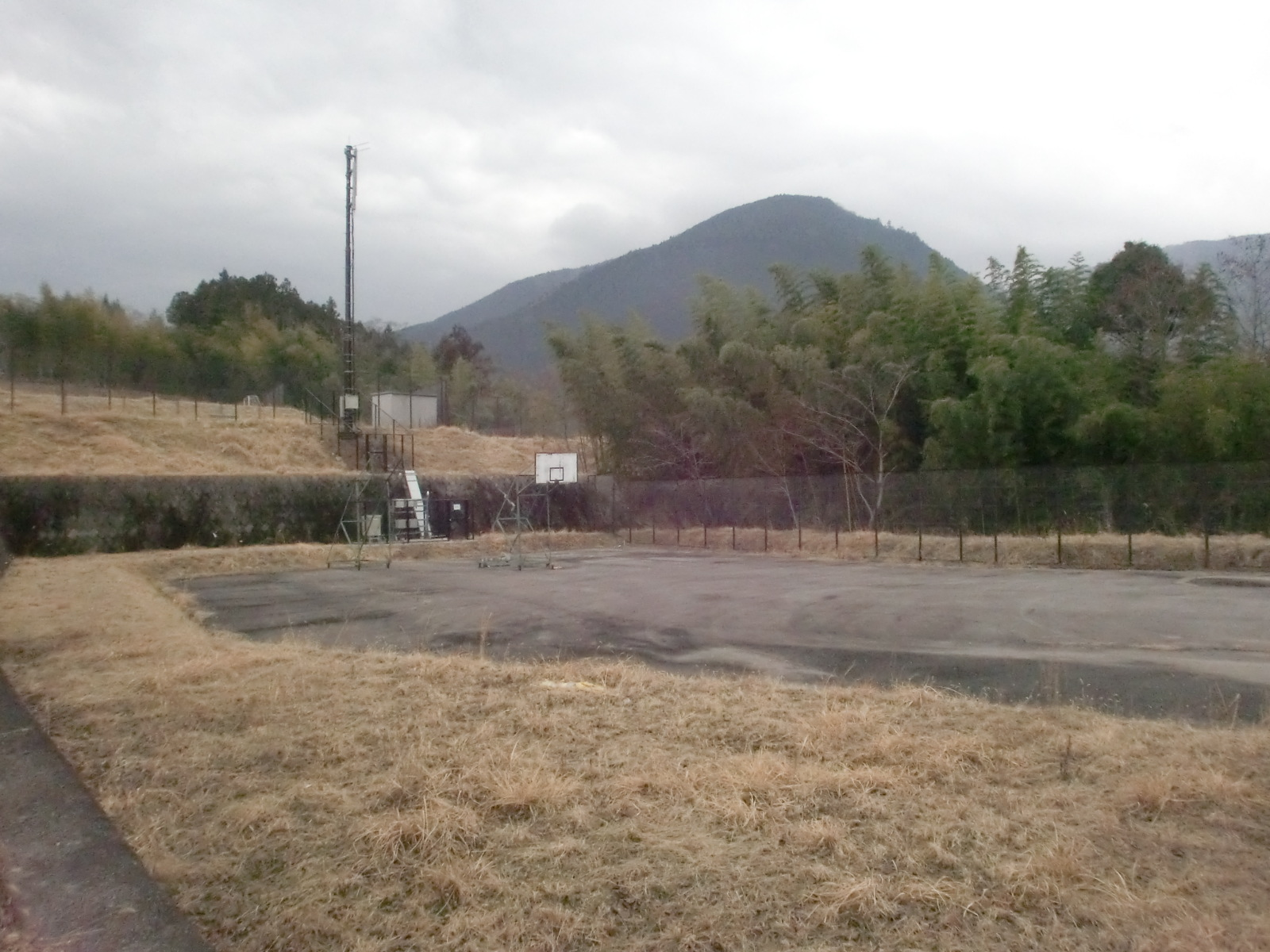
バスケットボール場

### 関連校
- 身延山高等学校

### その他
- 「身延山大学 KANJIN（かんじん）高校生アートコンテスト」

　　2022年度より高校生対象に開催している公募展（写真・イラスト等）。

## 公式サイト
- 身延山大学